# Psammotettix atropidicola
Psammotettix atropidicola är en insektsart som beskrevs av Alexander Fyodorovich Emeljanov 1962. Psammotettix atropidicola ingår i släktet Psammotettix och familjen dvärgstritar. Inga underarter finns listade i Catalogue of Life.